# Maarten Kamermans

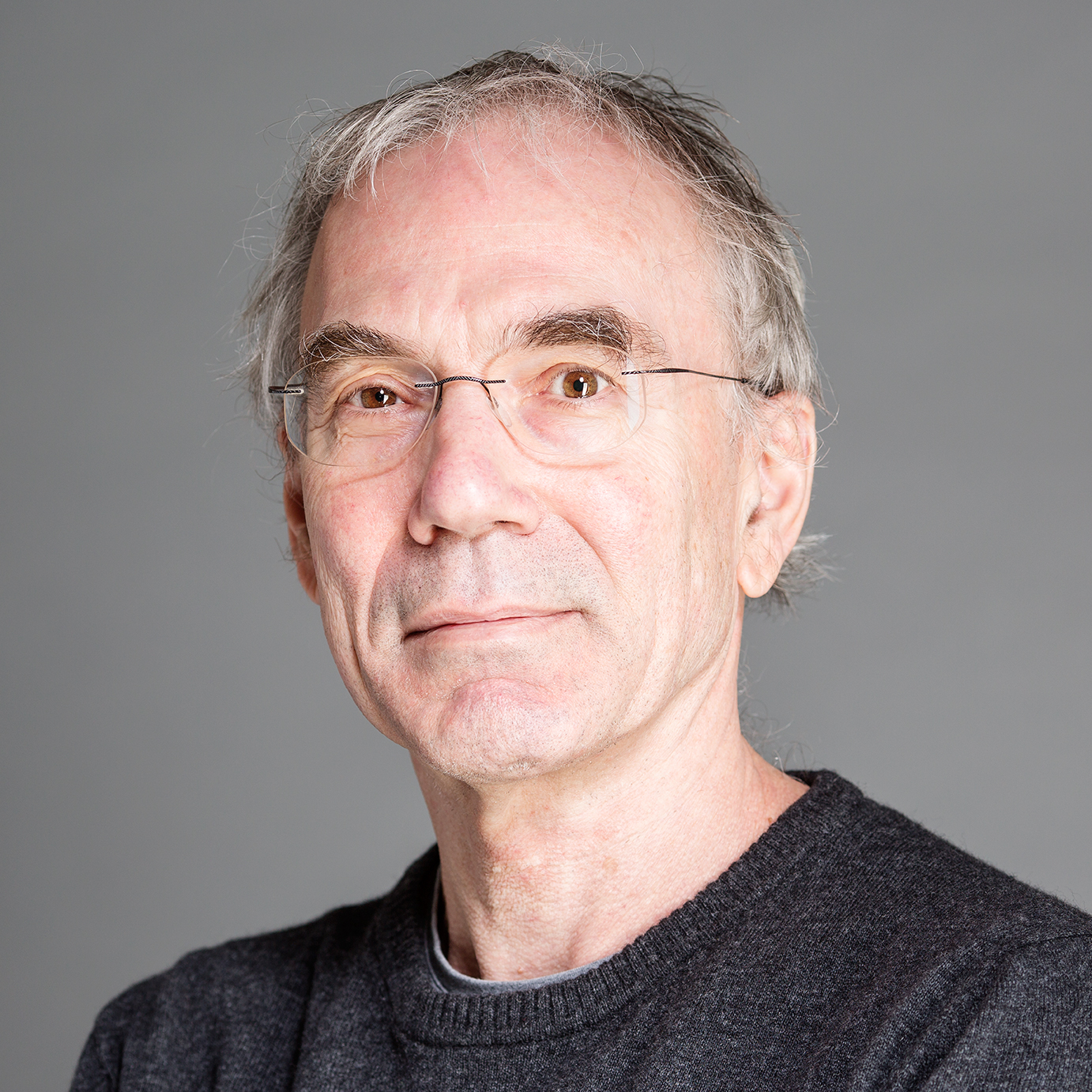
Maarten Kamermans

Maarten Kamermans (Amsterdam, 2 april 1956) is een Nederlands neurofysioloog gespecialiseerd in informatieverwerking in het netvlies/retina. In 2008 is hij benoemd tot hoogleraar Neurofysiologie, in het bijzonder de Zintuigfysiologie, aan de Faculteit der Geneeskunde (AMC-UvA) van de Universiteit van Amsterdam. 
Hij is groepsleider bij het Nederlands Herseninstituut van het retinaal signaalverwerkingslab. 